# 拉萨市综合展馆
拉萨市综合展馆是拉萨市的一座大型综合性城市展馆，馆内有拉萨市档案馆、拉萨市城市规划展览馆、拉萨市城建档案馆和新闻发布中心。该馆位于拉萨市东城区。

## 历史
该馆由江苏省援建，总投资1.2亿元人民币，建筑面积将近2.7万平方米。该馆于2010年5月23日举行了奠基仪式。2011年，江苏省无偿援助的拉萨市综合展馆等6项工程举行了开工典礼。